# Lézard des palissades
Sceloporus occidentalis
Espèce
Synonymes
- Sceloporus frontalis Baird & Girard, 1852
- Sceloporus biseriatus Hallowell, 1854
- Sceloporus longipes Baird, 1858
- Sceloporus smaragdinus Cope, 1875

Statut de conservation UICN

 LC  : Préoccupation mineure
Le lézard des palissades, Sceloporus occidentalis, est une espèce de sauriens de la famille des Phrynosomatidae.

## Répartition
Cette espèce se rencontre :
- aux États-Unis dans l'État de Washington, dans l'ouest de l'Utah, dans l'Oregon, dans le Nevada et en Californie ;
- au Mexique en Basse-Californie.

## Liste des sous-espèces
Selon The Reptile Database (13 avril 2013) :
- Sceloporus occidentalis biseriatus Hallowell, 1854
- Sceloporus occidentalis bocourtii Boulenger, 1885
- Sceloporus occidentalis longipes Baird, 1858
- Sceloporus occidentalis occidentalis Baird & Girard, 1852
- Sceloporus occidentalis taylori Camp, 1916

## Taxinomie
La sous-espèce Sceloporus occidentalis becki a été élevée au rang d'espèce.

## Étymologie
Le nom de l'espèce, occidentalis, vient du latin occidens, l'ouest, et -alis, « se rapportant à », cette espèce ayant été décrite sur des spécimens vivant dans l'ouest des États-Unis. Les sous-espèces sont nommées :
- biseriatus : vient du latin bis, double, et de serie, la série, en référence en la double ligne dorsale de cette sous-espèce[1] ;
- bocourti : nommée en l'honneur de Marie-Firmin Bocourt[3] ;
- longipes : vient du latin longus, long, et de pes, le pied, en référence à l'aspect de cette sous-espèce[1] ;
- taylori : nommée en l'honneur de Walter P. Taylor[1].

## Publications originales
- Baird, 1859 "1858" : Description of new genera and species of North American lizards in the museum of the Smithsonian Institution. Proceedings of the Academy of Natural Sciences of Philadelphia, vol. 10, p. 253-256 (texte intégral).
- Baird & Girard, 1852 : Descriptions of new species of reptiles, collected by the U.S. Exploring Expedition under the command of Capt. Charles Wilkes, U.S.N. First part — Including the species from the western coast of America. Proceedings of the Academy of Natural Sciences of Philadelphia, vol. 6, p. 174-177 (texte intégral).
- Boulenger, 1885 : Catalogue of the lizards in the British Museum (Natural History) II. Iguanidae, Xenosauridae, Zonuridae, Anguidae, Anniellidae, Helodermatidae, Varanidae, Xantusiidae, Teiidae, Amphisbaenidae, Second edition, London, vol. 2, p. 1-497 (texte intégral).
- Camp, 1916 : The subspecies of Sceloporus occidentalis, with description of a new form from the Sierra Nevada and systematic notes on other California lizards. University of California publications in zoology, vol. 17, p. 63-74 (texte intégral).
- Hallowell, 1854 : Description of new reptiles from California. Proceedings of the Academy of Natural Sciences of Philadelphia, vol. 7, p. 91-97 (texte intégral).